# Proventus
Proventus är ett svenskt investmentbolag, grundat 1980 av finansmannen Robert Weil och var noterat på Stockholmsbörsen mellan 1982 och 1995. Mest känt är företaget för dess medverkan i omdaningen av Götabanken.
Företaget är engagerat genom ägande i bland annat BRIO och J.Lindeberg. Innehavet i TV4 såldes 2007 till Bonniers. VD är sedan 2003 Daniel Sachs. Företagets huvudkontor ligger i Stockholm på Katarinavägen 15.
Proventus äger Magasin 3 och Judiska teatern.